# Nécropole de Ponte Rotto
La nécropole de Ponte Rotto est un ensemble de tombes étrusques, datant probablement du VIe  au  IIe siècle av. J.-C., située près de la ville de Vulci dans la  province de Viterbe dans le nord du Latium.

## Histoire
La nécropole fait partie du Parco Archeologico Ambientale di Vulci et est située dans sa partie orientale. Son nom provient des restes du grand pont (en français « Pont Cassé ») à cinq arcs qui mettait en relation la porte Est de Vulci avec la Via Aurelia et l'ancienne voie de communication étrusque qui menait au littoral de la mer Tyrrhénienne.
Ce pont à l'époque étrusque constituait la voie de transit entre la ville des vivants et celle des morts. Au-delà de la Porte Est, le Decumano Massimo se prolongeait vers les nécropoles orientales de la Polledrara et Ponte Rotto.
La nécropole a été utilisée pendant une longue période allant du VIe  au  IIe siècle av. J.-C. En effet la Tombe de La Cuccumella date du VIe siècle av. J.-C. et la Tombe François a été remaniée au cours du IIe siècle av. J.-C.

### Visite
La fameuse Tombe François, vidée de son contenu,  peut être visitée. Les autres tombes comme la Tombe des Inscriptions et du Dauphin ne sont pas visitables à cause de leur état de conservation. Il existe une vaste zone de la nécropole de Ponte Rotto qui n'est pas visitable et se trouve dans un total état d'abandon.

### Principales tombes
- Tombe François
- Tombe des Inscriptions
- Tombe des Tetnie
- Tombe de la Cuccumella

### Autres tombes
- Tombe des deux entrées (Tomba dei due Ingressi)
- Tombe des deux atrium (Tomba dei due Atri)
- Tombe Bendinelli (Tomba scavo Bendinelli)
- Tombe Mengarelli (Tomba scavi ferraguti Mengarelli)
- Tombe des Taureaux (Tomba dei Tori)
- Tombe des Sarcophages (Tomba dei Sarcofagi)
- Tombe des deux Antichambres (Tomba delle due Anticamere)
- Groupe des cinq Chambres (gruppo delle cinque Camere)
- Tombe du pronaos Arcuato (Tomba  del Pronao Arcuato)
- Tombe du Figuier (la Tomba del Fico)
- Tombe de l'Arc  (Tomba dell'Arco)
- Tombe du Dauphin (Tomba del Delfino)